# Rekreatur
Rekreatur é o terceiro álbum da banda alemã de folk metal Equilibrium, lançado em 2010. É o primeiro com o baterista Manuel DiCamillo e o vocalista Robert "Robse" Dahn.

## Faixas
| N.º | Título                       | Duração |  |
| 1.  | "In Heiligen Hallen"         | 6:11    |  |
| 2.  | "Der Ewige Sieg"             | 4:16    |  |
| 3.  | "Verbrannte Erde"            | 5:43    |  |
| 4.  | "Die Affeninsel"             | 5:08    |  |
| 5.  | "Der Wassermann"             | 6:32    |  |
| 6.  | "Aus Ferner Zeit"            | 9:21    |  |
| 7.  | "Fahrtwind"                  | 4:49    |  |
| 8.  | "Wenn Erdreich Bricht"       | 6:59    |  |
| 9.  | "Kurzes Epos" (instrumental) | 13:02   |  |

CD Bônus (faixas acústicas)
| N.º | Título             | Duração |  |
| 1.  | "Der Ewige Sieg"   | 4:18    |  |
| 2.  | "Nach dem Winter"  | 4:11    |  |
| 3.  | "Blut im Auge"     | 4:43    |  |
| 4.  | "Die Prophezeiung" | 5:09    |  |
| 5.  | "Heimwärts"        | 2:32    |  |

| Críticas profissionais | Críticas profissionais |
| Avaliações da crítica  | Avaliações da crítica  |
| Fonte                  | Avaliação              |
| ---------------------- | ---------------------- |
| Lords of Metal         | [ 3 ]                  |
| Metal Hammer           | 5/7                    |

## Paradas
| Parada (2010)                 | Máxima posição |
| ----------------------------- | -------------- |
| Paradas de Álbuns da Alemanha | 20             |

## Músicos
- Robert "Robse" Dahn - vocais
- René Berthiaume - guitarras
- Andreas Völkl - guitarras
- Sandra Völkl - baixo
- Manuel DiCamillo - bateria
- Gaby Koss (convidada) - vocais adicionais